# Relationship of Command
Relationship of Command – trzeci i ostatni album studyjny zespołu At the Drive-In wydany w roku 2000. Wydany został tuż przed rozpadem zespołu, któremu zapewnił międzynarodowy sukces.
Album pojawił się na miejscu 94 magazynie Guitar World (numer październikowy z 2006) na liście 100 najlepszych albumów gitarowych wszech czasów.
Przez Spin Magazine umieszczony został na miejscu 83 na liście 100 Największych Albumów z lat 1985-2005.
Iggy Pop zaśpiewał drugi głos w utworze Rolodex Propaganda, oraz pojawił się w roli porywacza na wideoklipie do utworu "Enfilade".

## Lista utworów
1. "Arcarsenal" – 2:55
2. "Pattern Against User" – 3:17
3. "One Armed Scissor" – 4:19
4. "Sleepwalk Capsules" – 3:27
5. "Invalid Litter Dept." – 6:05
6. "Mannequin Republic" – 3:02
7. "Enfilade" – 5:01
8. "Rolodex Propaganda" – 2:55
9. "Quarantined" – 5:24
10. "Cosmonaut" – 3:23
11. "Non-Zero Possibility" – 5:36
12. "Extracurricular" – 3:59 (dostępny na drugim wydaniu wytwórni Fearless Records)
13. "Catacombs" – 4:14 (dostępny na drugim wydaniu wytwórni Fearless Records i w europejskiej i australijskiej edycji albumu)

## Grafika
Układ graficzny okładki albumu (w tym okładki singli "One Armed Scissor," "Invalid Litter Dept." i "Rolodex Propaganda"), stworzone przez Damona Locksa, odnoszą się do wojny trojańskiej, a w szczególności do konia trojańskiego.

## Personel
- Cedric Bixler-Zavala – wokal, gitara (Rolodex Propaganda)
- Jim Ward – gitara, organy, dodatkowy wokal
- Omar Rodríguez-López – gitara, dodatkowy wokal
- Paul Hinojos – bas
- Tony Hajjar – perkusja
- Iggy Pop – gościnnie – wokal na Rolodex Propaganda i Enfilade
- Ross Robinson – producent
- Chuck Johnson – inżynier dźwięku
- Kevin Bosley – asystent inżyniera dźwięku
- Zak Girdis – asystent inżyniera dźwięku
- Andy Wallace – miksowanie
- Eddy Schreyer – mastering
- Damon Locks – ilustracje
- Jason Farrell – układ graficzny